# Utekáč
Utekáč és un poble i municipi d'Eslovàquia que es troba a la regió de Banská Bystrica.

## Història
La primera menció escrita de la vila es remunta al 1536.

## Demografia
| Godina             | 1994 | 2004    | 2014    | 2024    |
| ------------------ | ---- | ------- | ------- | ------- |
| Nombre de persones | 1299 | 1142    | 1005    | 825     |
| Diferència         |      | −12,08% | −11,99% | −17,91% |

| Godina             | 2023 | 2024   |
| ------------------ | ---- | ------ |
| Nombre de persones | 837  | 825    |
| Diferència         |      | −1,43% |